# Danny Toala
Pas d'image ? Cliquez ici

a Compétitions nationales et continentales officielles uniquement.

b Matchs officiels uniquement.
Dernière mise à jour le 30 juillet 2023.
Danny Toala, né le 26 mars 1999 à Hastings (Nouvelle-Zélande), est un joueur de rugby à XV international samoan évoluant aux postes de centre ou d'arrière. Il joue depuis 2022 avec la franchise des Moana Pasifika en Super Rugby, et depuis 2018 avec la province de Hawke's Bay en National Provincial Championship.

## Biographie

### Jeunesse et formation
Danny Toala est né à Hastings dans la région de Hawke's Bay, d'une famille d'origine samoane,.
À l'adolescence, il rejoint la Hastings Boys' High School (en), et joue au rugby à XV avec l'équipe de l'établissement. Il s'impose rapidement comme un élément important de son équipe, où il côtoie notamment Folau Fakatava, Kini Naholo (en) ou Lincoln McClutchie (en),.
Avec son lycée, il atteint en 2016 la finale du championnat national scolaire, où elle s'incline contre Mount Albert Grammar School (en),. L'année suivante, Hastings BHS termine la saison invaincue, et remporte ce même championnat,. Il remporte également le championnat régional de rugby à sept avec son établissement en 2016.
Toala représente également l'équipe des Hurricanes dans la catégorie des moins de 17 ans en 2015. Il joue ensuite pour les moins de 18 ans en 2016 et 2017,. Enfin, il joue avec l'équipe des moins de 20 ans de la franchise en 2018.
Grâce à ses performances avec l'équipe de son lycée, il est sélectionné avec l'équipe des Barbarians scolaires néo-zélandais (sélection scolaire réserve) en 2016, à l'occasion d'un match contre leurs homologues australiens et fidjiens,. L'année suivante, il est cette fois retenu avec la sélection scolaire néo-zélandaise (en).

### Début de carrière et passage aux Hurricanes (2018-2021)
Immédiatement après avoir terminé le lycée, Danny Toala signe un contrat de deux saisons avec la province de Hawke's Bay, disputant le NPC,. Avant de débuter au niveau professionnel, il joue dans un premier temps avec le club amateur de Hastings RSC dans le championnat de la région de Hawke's Bay. il représente également l'équipe de rugby à sept de Hawke's Bay lors du tournoi provincial néo-zélandais.
Au début de l'année 2018, il participe à un camp d'entraînement de la sélection néo-zélandaise des moins de 20 ans, après avoir décliné une invitation de la part de la sélection junior samoane.
En septembre 2018, alors qu'il est âgé de 19 ans, il fait ses débuts professionnels avec Hawke's Bay contre Canterbury. Lors de cette première saison au niveau professionnel, il dispute quatre rencontres, pour seulement une titularisation.
Au début de l'année 2019, il fait partie du groupe élargi de la franchise des Hurricanes, et participe aux matchs amicaux de présaison, puis joue avec l'équipe Development (espoir),. En mars 2019, il est promu au sein de l'effectif professionnel de la franchise. Il est présent sur la feuille de match pour la rencontre face aux Stormers, mais n'entre pas en jeu. Peu de temps après, il voit son contrat avec les Hurricanes prolongé jusqu'en 2021. Il obtient une seconde chance de faire ses débuts au mois de juin suivant, et joue finalement son premier match de Super Rugby le 8 juin 2019 contre les Lions,. Il connaît sa première titularisation une semaine plus tard face aux Blues.
Également en 2019, il est sélectionné avec la sélection néo-zélandaise des moins de 20 ans pour disputer le championnat d'Océanie. Il joue deux rencontres lors de la compétition. Par la suite, il n'est pas retenu pour le Championnat du monde junior.
Lors de la saison 2019 de NPC, Toala s'impose comme un titulaire indiscutable au poste de premier centre avec Hawke's Bay,. Il joue onze des douze rencontres de son équipe, dont dix en tant que titulaire, et inscrit 53 points dont six essais. Hawke's Bay réalise alors une bonne saison, et ils parviennent jusqu'en finale du Championship (deuxième division du NPC), où ils s'inclinent face à Bay of Plenty,.
Lors de la saison 2020 de Super Rugby, il n'a le temps de jouer aucune rencontre avec les Hurricanes avant que la saison ne soit interrompue à cause de la pandémie de Covid-19. Il dispute ensuite un unique match lors du Super Rugby Aotearoa, pour le dernier match de la saison le 15 août 2020 contre les Highlanders.
Plus tard en 2020, il réalise une nouvelle excellente saison avec Hawke's Bay, qui remportent la finale du Championship face à Northland, obtenant ainsi une promotion pour la Premiership (première division du NPC).
Pour la saison saison 2021 de Super Rugby, comme l'année précédente, Toala n'est pratiquement pas utilisé par les Hurricanes, ne jouant qu'une seule rencontre.

### Affirmation aux Moana Pasifika et débuts internationaux (depuis 2022)
À la recherche de plus de temps de jeu, Danny Toala rejoint la nouvelle franchise des Moana Pasifika pour la saison 2022 de Super Rugby. Il joue son premier match avec sa nouvelle équipe le 2 mars 2022 contre les Crusaders. Trois semaines plus tard, il inscrit l'essai de la victoire face à son ancienne équipe des Hurricanes, permettant aux Moana Pasifika de remporter la première victoire de leur histoire. Il joue un total de neuf matchs lors de la saison.
En juin 2022, il est sélectionné avec l'équipe des Samoa pour participer à la Coupe des nations du Pacifique 2022. Il connaît sa première sélection le 2 juillet 2022 contre l'équipe d'Australie A. Il dispute les trois matchs de la compétition, qui est remportée par son équipe,.
En juin 2023, il est retenu dans le groupe samoan de 40 joueurs sélectionné pour préparer la Coupe du monde 2023.

## Palmarès

### En club
- Vainqueur du Championnat scolaire néo-zélandais en 2017 avec Hastings Boys' High School.
- Vainqueur du NPC Championship en 2020 avec Hawke's Bay.

### En sélection nationale
- Vainqueur de la Coupe des nations du Pacifique en 2022.

## Statistiques internationales
- 7 sélections avec les Samoa depuis 2022.
- 7 points marqués (1 pénalité, 2 transformations).
- Sélections par années : 5 en 2022, 2 en 2023.